# Ribaue (distrito)

localização do distrito de Ribáuè em Moçambique

Ribaue  (oficialmente em  Moçambique Ribáuè) é um distrito da província de Nampula, em Moçambique, com sede na vila de Ribaue. Tem limite, a norte e noroeste com o distrito de Lalaua, a oeste com o distrito de Malema, a sul com os distritos de Alto Molócue e Gilé (da província da Zambézia), a sul e leste com o distrito de Murrupula e a leste os distritos de Nampula e Mecubúri.

## Demografia
Em 2007, o Censo indicou uma população de 186 250 residentes. Com uma área de 6281  km², a densidade populacional rondava os 29,65 habitantes por km².
De acordo com o Censo de 1997, o distrito tem 128 209 habitantes, daqui resultando uma densidade populacional de 20,4 habitantes por km².

## Divisão administrativa
O distrito está dividido em três postos administrativos (Cunle, Iapala e Ribaue), compostos pelas seguintes localidades:
- Posto Administrativo de Chinga:
  - Cunle
- Posto Administrativo de Iapala:
  - Iapala
  - Norre
- Posto Administrativo de Ribaue:
  - Vila de Ribaue
  - Chica
  - Namigonha